# Els Aarne
Pour les articles homonymes, voir Aarne.
Els Aarne, ou Elze Aarne, également connue sous les noms jur Else et, à partir de 1940, Els Paemurru (née le 30 mars 1917 – morte le 14 juin 1995 à Tallinn) est une compositrice et enseignante estonienne.

## Biographie
Aarne est née à Makiïvka, dans l'Empire russe (désormais l'Ukraine) et a étudié à l'Académie estonienne de musique et de théâtre. Elle étudie le piano avec Artur Lemba au Conservatoire de Tallinn. Elle étudie aussi la composition avec Arthur Kapp. Elle devient assistante au Conservatoire de Tallinn et y enseigne le piano et la théorie musicale. Elle obtient un grade d'enseignante de musique en 1939, puis celui de pianiste en 1942 et de compositrice en 1946 sous la direction d'Heino Eller.
Elle est surtout connu comme compositrice de musique de chambre. Elle a composé également deux symphonies.
Els Aarne est la mère du violoncelliste et homme politique Peeter Paemurru (et).

## Œuvres

### Musique pour orchestre
- Symphonie no 1 (1961)
- Symphonie no 2 (1966)
- La Mer Baltique, la mer de la paix (1958) pour orchestre à vent
- Concerto pour piano (1945)
- Concerto pour cor (1958)
- Concerto pour contrebasse (1968)

### Musique de chambre
- Quintette à vent (1965)
- Nocturne (1970) pour violoncelle et piano

### Musique vocale
- Patrie (1939) cantate pour chœur et orchestre
- Chante, peuple libre (1949) cantate